# Vuelo 8633 de Sichuan Airlines
El vuelo 8633 de Sichuan Airlines fue un vuelo desde el aeropuerto internacional de Chongqing Jiangbei al aeropuerto de Lhasa Gonggar el 14 de mayo de 2018, que se vio obligado a realizar un aterrizaje de emergencia en el aeropuerto internacional de Chengdu Shuangliu después de que fallara el parabrisas de la cabina. La aeronave involucrada era un Airbus A319-100. 

## Aeronave y tripulación
El vuelo 8633 estaba siendo operado por un Airbus A319-133, número de serie 4660, matrícula B-6419. Voló por primera vez el 11 de julio de 2011 tras su lanzamiento desde la línea de montaje final de Airbus Tianjin y se entregó a Sichuan Airlines el 26 del mismo mes. Estaba propulsado por dos motores IAE V2524-A5. A 14 de mayo de 2018, la aeronave había registrado más de 19 900 horas de vuelo y 12 920 ciclos antes del incidente. Además de los 3 pilotos, el avión también llevaba 6 tripulantes de cabina y 119 pasajeros. 
Los pilotos eran: el piloto al mando Liu Chuanjian (chino: 刘传健), el segundo al mando Liang Peng (chino: 梁鹏) y el primer oficial Xu Ruichen (chino: 徐瑞辰). Antes de que Liu se uniera a Sichuan Airlines en 2006, trabajó como instructor de vuelo durante diez años en la Segunda Escuela de Aviación de la Fuerza Aérea del Ejército Popular de Liberación de Sichuan.

## Incidente
El 14 de mayo de 2018, el vuelo 8633 despegó del aeropuerto internacional de Chongqing Jiangbei a las 6:25 CST (22:25 UTC). Aproximadamente 40 minutos después de la salida, mientras se encontraba sobre el condado de Xiaojin, Sichuan, a una altitud de 9 km (30 000 pies; 9000 m), el segmento delantero derecho del parabrisas se separó de la aeronave seguido de una descompresión incontrolada. Como resultado de la repentina descompresión, la unidad de control de vuelo resultó dañada y el fuerte ruido externo hizo imposible la comunicación oral. Sin embargo, el copiloto pudo usar el transpondedor para emitir un código 7700, alertando al control del Aeropuerto Internacional Chengdu Shuangliu sobre su situación. Debido a que el vuelo se realizó dentro de una región montañosa, los pilotos no pudieron descender a los 2400 m (8000 pies) requeridos para compensar la pérdida de presión en la cabina. 
Aproximadamente 35 minutos después, el avión realizó un aterrizaje de emergencia a las 7:42 CST (23:42 UTC) en el Aeropuerto Internacional Chengdu Shuangliu. La aeronave tenía sobrepeso al aterrizar. Como resultado, el avión tardó más en detenerse y las llantas reventaron. 
A pesar de usar el cinturón de seguridad, el primer oficial Xu fue parcialmente succionado fuera del avión. Sufrió abrasiones faciales, una lesión menor en el ojo derecho y una muñeca torcida. Una de las azafatas del avión, Zhou Yanwen (en chino: 周彦雯), también sufrió una lesión en la muñeca y recibió tratamiento. Debido al diseño de aislamiento del Airbus A319, la temperatura no bajó inmediatamente para los pasajeros, a pesar de la exposición de la cabina al ambiente exterior, salvándolos de la congelación. La tripulación de vuelo permaneció consciente y no experimentó asfixia ni congelación. Ningún otro miembro de la tripulación o pasajero resultó herido.

## Investigación
El incidente fue investigado por la Administración de Aviación Civil de China, Airbus y Sichuan Airlines. De acuerdo con la regulación del Anexo 13 de la Convención de Chicago sobre Aviación Civil Internacional, Airbus se abstuvo de hacer más comentarios sobre su progreso. El 2 de junio de 2020 se publicó el informe final. La causa raíz del accidente fue el daño del sello en el lado derecho del parabrisas como resultado de la humedad. Los cambios de temperatura entre el despegue y el aterrizaje provocaron más daños en las capas del parabrisas como resultado de la diferencia de presión. Esto culminó con la explosión del parabrisas.

## Después del suceso
La tripulación del vuelo 8633 de Sichuan Airlines fue aclamada como héroes por los medios de comunicación públicos y el capitán, Liu Chuanjian, recibió un premio de 5 millones de yuanes (£ 569 400).
No se han tomado otras medidas como resultado del incidente. Un incidente similar ocurriría a bordo de un A320 de United Airlines dos años después, provocado por una granizada.
La tripulación y los pilotos continúan trabajando para Sichuan Airlines y la aerolínea continúa manteniendo en operación el vuelo 3U8633, volando la misma ruta. El avión B-6419 fue reparado y devuelto al servicio con Sichuan Airlines el 18 de enero de 2019.

## Filmografía
Este accidente fue presentado en la temporada 23 del programa de televisión canadiense Mayday: Catástrofes Aéreas del canal National Geographic Channel, en el episodio Catástrofe en Cabina.
El accidente fue adaptado a la película El Capitán, dirigida por Andrew Lau. La película, estrenada durante el 70 aniversario de la República Popular China en 2019, ocupó el segundo lugar en taquilla durante el feriado nacional.